# Jérémie Calligiorgis
Ieremías Kalligiórgis (en grec moderne : Ιερεμίας Καλλιγιώργης), francisé en Jérémie Calligiorgis, né le 17 janvier 1935 à Kos (Dodécanèse) où il meurt le 20 juin 2025, est un archevêque orthodoxe grec, métropolite de Suisse et exarque d'Europe.

## Biographie
Jérémie Calligiorgis naît le 17 janvier 1935 à Kos dans le Dodécanèse en Grèce. Il y vit toute son enfance et y suit son cursus scolaire. En 1948, il entre au séminaire de Patmos puis en 1952 il rejoint l'institut de Halki où il étudie la théologie jusqu'à l'obtention de sa licence en 1959.
Le 9 août 1959, il est ordonné diacre par le métropolite Dorothée des Îles des Princes. Il part alors en France où il se spécialise en liturgie à l'Institut supérieur de liturgie.
Le 26 juillet 1964, il est ordonné prêtre par le métropolite Mélétios de France. Il est alors recteur de la paroisse des Saints-Constantin et Hélène et vicaire général de la métropole orthodoxe grecque de France. En 1971, il est élevé à l'épiscopat et ordonné évêque auxiliaire de la métropole, et évêque titulaire de Sasima (de). Finalement, il en devient le métropolite en 1988.
En 1987, il devient vice-président du Conseil d'Églises chrétiennes en France. De 1992 à 1997, il est vice-président de la Conférence des Églises européennes, qui regroupe des églises européennes protestantes, orthodoxes, anglicanes et vieilles-catholiques. Le 19 novembre 1997, il en est élu président pour cinq ans.
Le 20 janvier 2003, il est nommé métropolite de Suisse par le patriarche Bartholomée Ier de Constantinople et devient du même coup directeur du centre orthodoxe du Patriarcat œcuménique de Chambésy,.
Le 18 juillet 2018, il est nommé métropolite du diocèse d'Ankara et quitte le poste de métropolite de Suisse. Son successeur au poste de métropolite de Suisse est Mgr Maxime Pothos,. Ce dernier est intronisé exarque d'Europe et métropolite de Suisse le 18 août 2018,.

## Distinctions
En 2001, Jérémie Calligiorgis est nommé chevalier de la Légion d'honneur par le président de la République française Jacques Chirac,.